# Motorola 8700
Il Motorola 8700 è stato un telefono cellulare della Motorola commercializzato nel 1997.
Questo cellulare fu sviluppato utilizzando l'elettronica già ben collaudata dei primi Motorola con tecnologia GSM, come il modello 8400 a cui venne aggiunto un comodo display grafico a matrice di punti in luogo del più piccolo e meno pratico display alfanumerico.

## Batteria
La batteria mantiene le connessioni meccaniche ed elettriche sviluppate nel passato per il progetto MicroTAC, comuni praticamente a tutta la produzione Motorola della fine del secolo scorso. Il telefono 8700 veniva fornito con una batteria ricaricabile al Nickel-idruri metallici (NiMH) con capacità pari a 600 mAh e tensione pari a 6V, che però si poteva sostituire con batterie di diversa capacità o composizione ma uguale tensione, sviluppate per telefoni della stessa serie: l'8700, come anche il Motorola 8900 e tutti i derivati dal MicroTAC, poteva montare indifferentemente batterie con capacità da 600 a 1300 mAh, fornite dalla Casa, ed impieganti tecnologia Nickel-Cadmio (NiCd), Nickel-idruri metallici (NiMH) oppure Litio-ioni metallici (LiIon).
Era disponibile anche un adattatore di emergenza, a catalogo della Casa madre, che permetteva di alimentare il telefono con 5 batterie del tipo AA.
Si riportano i codici delle batterie utilizzabili con tutti i telefoni della serie MicroTAC, comprese le serie ETACS e GSM, Motorola 8400, Motorola 8700, Motorola 8900 e derivati.
| Codice   | Nome      | Tipo   | Capacità | Massa |
| -------- | --------- | ------ | -------- | ----- |
| SNN 4027 | Std       | NiCd   | 700 mAh  | 145 g |
| SNN 4058 | Std XT    | NiCd   | 1050 mAh | 164 g |
| SNN 4102 | Slim XT   | NiCd   | 600 mAh  | 139 g |
| SNN 4132 | Ultraslim | NiCd   | 400 mAh  | 108 g |
| SNN 4239 | Ultraslim | NiMH   | 550 mAh  | 111 g |
| SNN 4259 | Std XT    | NiMH   | 1300 mAh | 189 g |
| SNN 4263 | Std       | NiCd   | 700 mAh  | 148 g |
| SNN 4283 | Ultraslim | NiMH   | 550 mAh  | 106 g |
| SNN 4310 | Slim XT   | NiMH   | 750 mAh  | n.d.  |
| SNN 4314 | Superslim | NiCd   | 380 mAh  | 80 g  |
| SNN 4340 | Slim XT   | NiCd   | 600 mAh  | 141 g |
| SNN 4346 | Superslim | NiCd   | 380 mAh  | 83 g  |
| SNN 4383 | Superslim | Li-Ion | 350 mAh  | 55 g  |
| SNN 4458 | Std XT    | Li-Ion | 1200 mAh | 110 g |
| SNN 4467 | Superslim | NiCd   | 380 mAh  | 80 g  |
| SNN 4612 | Slim      | NiMH   | 600 mAh  | 110 g |
| SNN 4836 | Slim XT   | NiMH   | 500 mAh  | n.d.  |

## Funzioni
Il telefono ha le funzioni essenziali di un GSM di base: permette solamente chiamate in fonia ed invio e ricezione di SMS, funzioni aggiuntive.
Il software del telefono è organizzato in modo razionale in una serie di menù concatenati e sfogliabili utilizzando esclusivamente le frecce di scorrimento ed il tasto OK; la presenza di icone relative ad alcune funzioni rende più semplice ed intuitivo l'utilizzo delle funzioni più comuni.
La memoria del telefono permette di archiviare fino a 100 numeri di telefono comprensivi di nominativo in aggiunta a quelli archiviabili direttamente nella SIM fornita dall'operatore.
Questo telefono è stato concepito per impiegare SIM funzionanti a 3,3 Volt, contrariamente ai più vecchi che utilizzavano SIM a 5 Volt: questa caratteristica ha contribuito alla migliore efficienza energetica dell'apparecchio e quindi alla maggior autonomia dello stesso che, con la batteria di serie pienamente efficiente, poteva arrivare a 60 ore di stand-by o 3 ore di conversazione.
Il telefono dispone di varie suonerie selezionabili, tra cui una musicale non polifonica.

## Accessori
Motorola ha sviluppato una serie di accessori per il modello 8700 compatibili in gran parte anche con altri modelli di cellulare di propria produzione. Erano infatti disponibili: il caricabatterie a carica lenta (chiamato OverNight), il caricabatterie rapido da viaggio (fornito di serie), il caricabatterie rapido da tavolo, il kit viva-voce per utilizzo in automobile e dotato di antenna esterna, il set di auricolari per l'utilizzo a mani libere ed altri accessori. Anche terze parti svilupparono accessori per questo telefono: alcuni accessori erano semplicemente "cloni" degli originali (come le batterie "compatibili"), altre ditte invece si sbizzarrirono nella produzione di accessori non prodotti dalla Casa madre come custodie e supporti per auto.
Un accessorio tecnico che rappresentò l'antesignano della funzione "Dual-Sim" era una scheda di plastica nel formato SIM FF1 (delle dimensioni di una carta di credito), quello utilizzato da tutti i Micro Tac GSM, che permetteva di alloggiare due MINI-SIM FF2 (introdotte sul mercato già nel 1996) differenti e diametralmente contrapposte. E semplicemente spegnendo preventivamente il cellulare, si poteva estrarla facilmente e velocemente dal suo alloggiamento posto in basso attraverso l'apposita levetta laterale del dispositivo, girarla e reintrodurla altrettanto rapidamente riavviando l'apparecchio. Avendo così a disposizione un pratico contenitore per un secondo numero telefonico all'interno dello stesso dispositivo  radiomobile. Infatti già all'epoca per molti fu importante disporre di almeno due numeri separati con destinazioni d'uso diverse, tipo lavoro e tempo libero. Inoltre poteva essere utile avere una seconda SIM anche per ottimizzare le varie opzioni tariffarie legate agli orari e telefonare nella fascia più conveniente della rispettiva SIM risparmiando denaro. Il costo dell'adattatore era esiguo e spesso veniva regalato dai rivenditori di telefonia mobile a scopo pubblicitario.

## Funzioni nascoste
Il modello 8700, al pari di altri della Casa, aveva una serie di funzioni nascoste e non documentate, attivabili attraverso una speciale procedura via computer oppure attraverso una speciale SIM card in dotazione ai Centri Assistenza della Casa. Tra le funzioni non documentate rientrano: un menu tecnico (Eng Field Options) che si divide in vari sotto-menu e permette di conoscere vari parametri di funzionamento della rete e del telefono e, attraverso un semplice calcolo matematico, anche la distanza del cellulare dalla stazione radio della compagnia telefonica; una procedura di test di funzionamento dei vari circuiti del cellulare; una funzione di copia SIM che permette di riversare la rubrica di una SIM in un'altra.
Attraverso alcune semplici modifiche al circuito è possibile anche attivare l'orologio interno, non previsto di serie ma comunque presente nella circuiteria del telefono.
Il codice TAC (Type Approval Code) del Motorola 8700 è 446620. Tale codice costituisce le prime 6 cifre dei codici IMEI dei dispositivi 8700.
L'apparecchio è conforme alle specifiche della tecnologia GSM, pertanto è utilizzabile per telefonare e scambiare SMS su questo tipo di reti ancora oggi.